# Llano del Beal
Llano del Beal  (también se le conoce por El Llano del Beal o El Llano) es una población del municipio de Cartagena de la comunidad autónoma de la Región de Murcia en España. 

## Geografía física

### Ubicación
Situada al Este del municipio de Cartagena, ciudad de la que dista 14 kilómetros.
Parte de la Sierra minera de Cartagena-La Unión se extiende por esta población. 
Por El Llano del Beal y San Ginés de la Jara pasa la rambla del Beal, que desemboca al norte de la Playa del Arenal en Los Nietos cerca del saladar de Lo Poyo que lleva vertidos de metales pesados procedentes de la antigua actividad minera.

## Historia
El pueblo nació en los últimos años del siglo XIX para alojar a obreros que trabajaban en las minas de galena y otros metales. 
A los pies de la sierra minera se sitúa en un plano al que se llama El Llano. 
Sus primeros habitantes fueron, en su mayoría, obreros mineros. Procedían del cercano campo y también llegados de la provincia de Almería.
Históricamente la base de su actividad económica fue la minería lo que ocasionó una fuerte conflictividad laboral  debido principalmente a las duras condiciones de trabajo, como la huelga del año 1898 y los sucesos del Descargador en el año 1916.
Como testigo de su pasado obrero se conserva la Casa del Pueblo que fue inaugurada en 1916 por la Sociedad Nueva España que después se integró en el sindicato UGT. Al finalizar la guerra civil e instaurarse la dictadura franquista el edificio fue requisado, se le cambió su nombre por el de Hogar del Productor y tras la muerte del dictador, fue devuelto al sindicato.

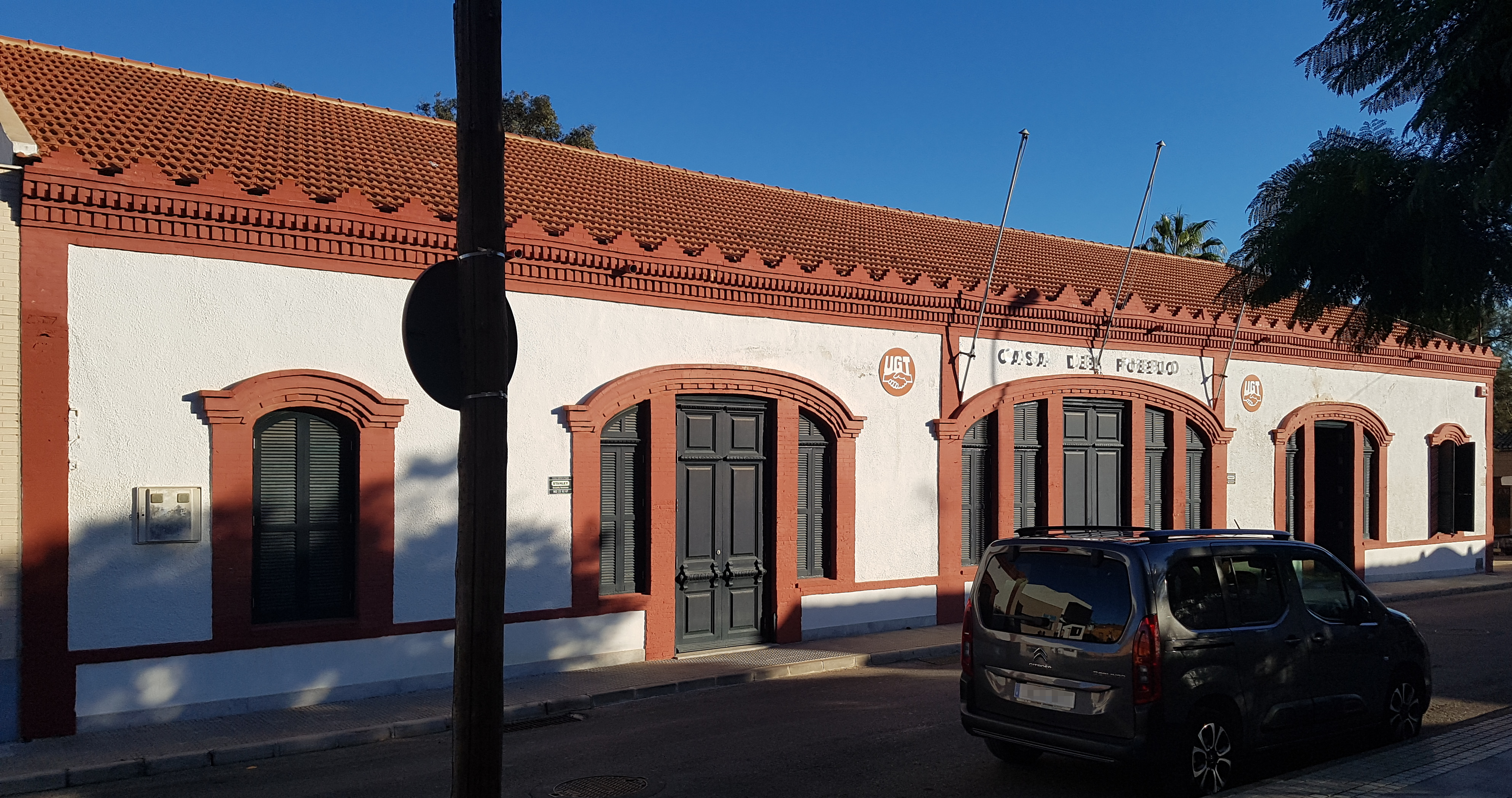
Casa del Pueblo en El Llano del Beal

Se conserva también un edificio en estilo modernista, la Sociedad Recreativa El Progreso, más conocido como el Casino, que muestra el pasado esplendor económico.
Desde el año 1927 la actividad minera sufrió una fuerte crisis que  produce un éxodo masivo de la población provocado por el descenso de la actividad minera y cuando en el año 1957 dan comienzo las explotaciones a cielo abierto de la Sociedad Minero Metalúrgica de Peñarroya con su agresiva actividad provocaron la reacción de sus habitantes al poner en peligro sus viviendas. A partir del año 1988 es propietaria la sociedad Portmán Golf S.A. con la que los enfrentamientos se agudizaron. Su Asociación de vecinos lideró la lucha contra el avance de la minería representado en el nuevo yacimiento de Los Blancos III, que amenazaba con el derribo parcial de la localidad.La lucha fue de mucha intensidad con intervención de unidades antidisturbios y finalmente se paralizaron los trabajos. La empresa ofreció la construcción de un nuevo pueblo pero los vecinos hicieron guardia noche y día por turnos para que la actividad minera no se acercara al pueblo y para ello construyeron una cabaña que, remodelada, queda como recuerdo de su lucha.En su fachada tiene un mural del pintor Angel Mateo Charris.
En 1979 fue inaugurado el Monumento al Minero.

## Problemas medioambientales
Años después de la finalización de la actividad minera se produce contaminación por metales pesados (cadmio, plomo, níquel y zinc) que afecta a la salud de sus vecinos.El problema que supone la contaminación y la inacción en su resolución por parte de la Administración regional ocasionó que el caso llegue al Tribunal Europeo de Derechos Humanos.

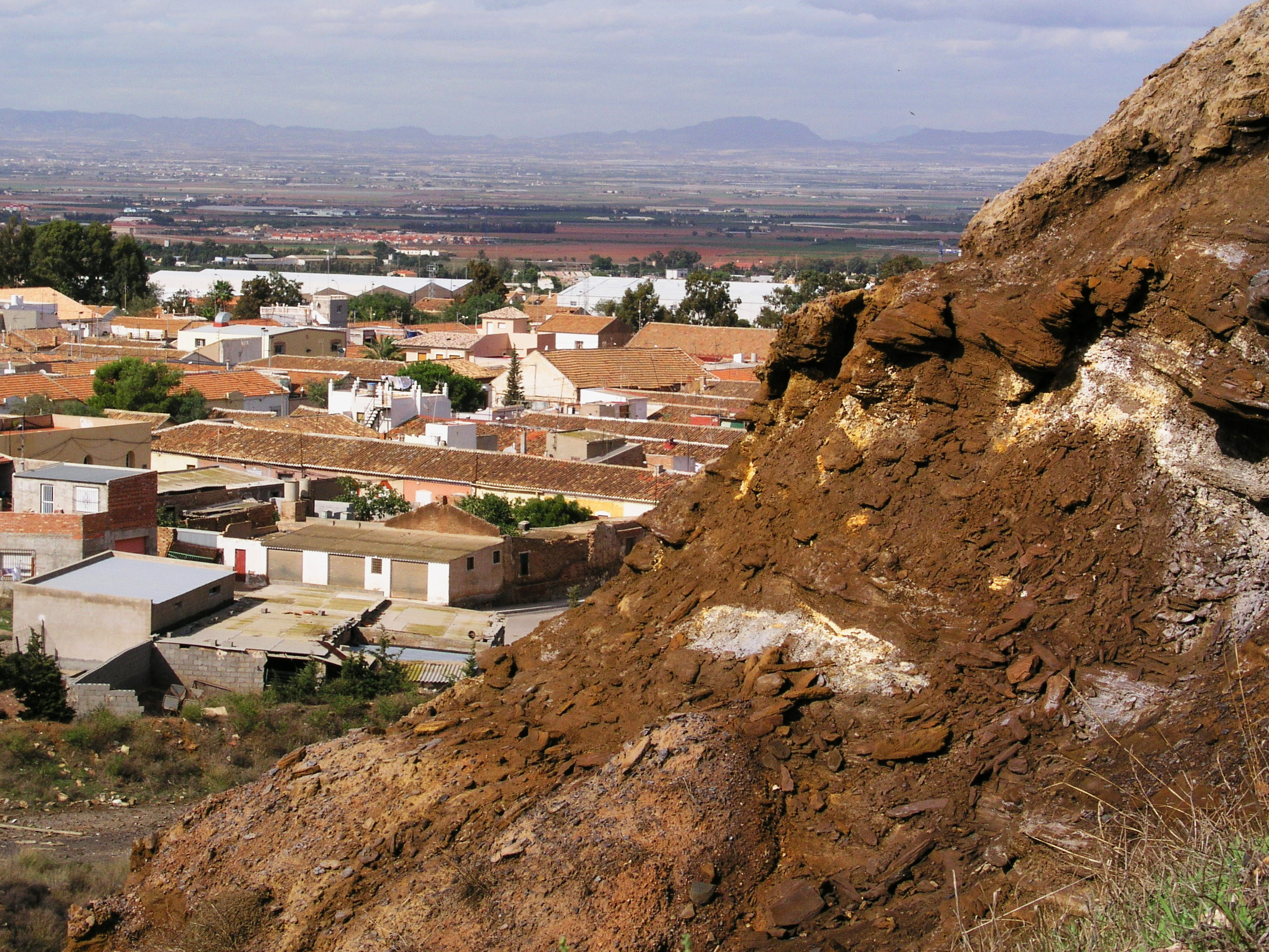
Balsa de estériles Yenny que amenaza El Llano del Beal

## Geografía humana

### Organización territorial
El término municipal de Cartagena se divide en entidades colectivas de población allí denominadas diputaciones. Llano del Beal pertenece a la diputación de El Beal  y es una entidad singular de población o pedanía del municipio.

### Demografía
La población total es de 1.337 habitantes en 2021.
La evolución de la población mantiene una tendencia  regresiva.

### Economía
Si bien el emplazamiento  tienen un origen minero, en la actualidad este sector está inactivo  y la economía se basa en los servicios del sector turístico, la construcción y el industrial, siendo insignificante el agrícola que, además se ve afectado por la contaminación por metales pesados de la Sierra Minera.

### Equipamientos y servicios
- OMITA (Oficina municipal de información y trámites administrativos del Ayuntamiento de Cartagena).[29]
- Centro social.
- Colegio público San Ginés de la Jara (edificio también en El Estrecho de San Ginés)
- Consultorio médico
- Farmacia
- Casa del Pueblo.
- Club de fútbol Deportiva Minera (compartido con  El Estrecho de San Ginés y El Beal) con sede en el Estadio Ángel Celdran.
- Cementerio, situado en las proximidades del monasterio de San Ginés de la Jara.

### Transportes y comunicaciones

#### Carreteras
La población está conectada por la RM-F43 con la cercana población de El Estrecho de San Ginés (de la que dista 600 metros y de la que está separada por la vía del tren), el Mar Menor  y con el Rincón de San Ginés; por la misma carretera en dirección contraria se comunica con La Unión y Cartagena; y por otra carretera, la RM-F42, pasa por el Beal y enlaza con la autovía RM-12 en las proximidades de El Algar.

#### Ferrocarril
Ferrocarril de vía estrecha de la Línea Cartagena-Los Nietos operado por Renfe Cercanías AM con un apeadero.

#### Autobús
El servicio de transporte público urbano conecta la localidad con la ciudad de Cartagena y las playas durante el periodo estival.
| Línea | Recorrido                                            | Operador       |
| ----- | ---------------------------------------------------- | -------------- |
| 21    | Cartagena - Los Urrutias - Playa Honda (solo verano) | ALSA (TUCARSA) |

El servicio de viajeros por carretera del municipio se engloba dentro de la marca Movibus, sistema de transporte público interurbano de la Región de Murcia (España), que incluye los servicios de autobús de titularidad autonómica.
| Línea | Recorrido                                          | Recorrido                                          | Recorrido                                          | Operador       |
| ----- | -------------------------------------------------- | -------------------------------------------------- | -------------------------------------------------- | -------------- |
| 43    | Cartagena - Cabo de Palos - La Manga del Mar Menor | Cartagena - Cabo de Palos - La Manga del Mar Menor | Cartagena - Cabo de Palos - La Manga del Mar Menor | ALSA (TUCARSA) |

## Festividades
Las fiestas populares se celebran entre el 31 de agosto al 9 de septiembre.

## En la cultura
Existe una película documental de 2001 dirigida por Miguel Martí y titulada Portmán, a la sombra de Roberto donde se rememora en entrevistas e imágenes la lucha vecinal por la supervivencia del pueblo frente a la empresa Portmán Golf que extraía mineral a pocos metros de la localidad.

## Rutas de senderismo
Transcurre por las proximidades de la población el sendero de pequeño recorrido PR MU 3.

## Galería de imágenes

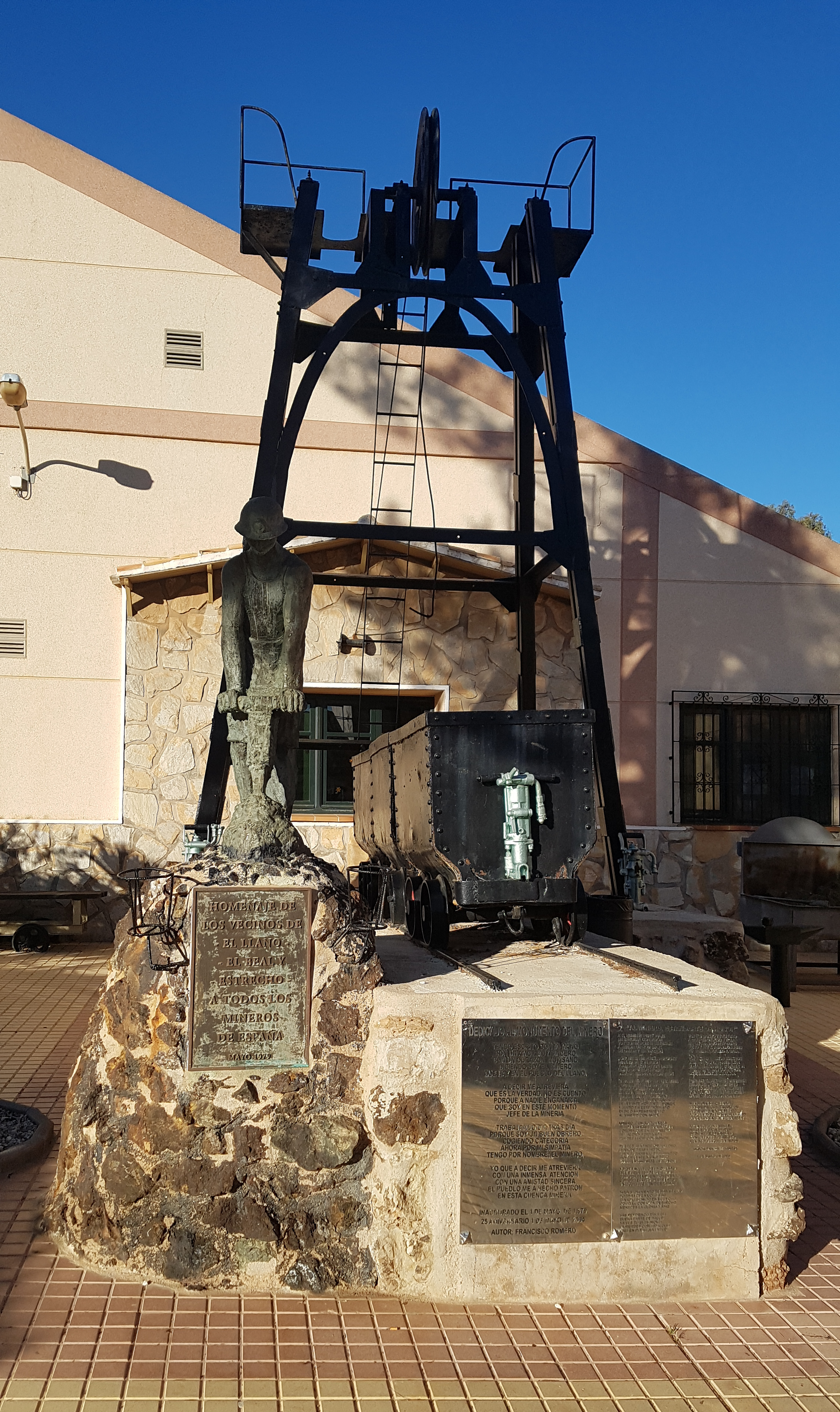
Monumento al minero
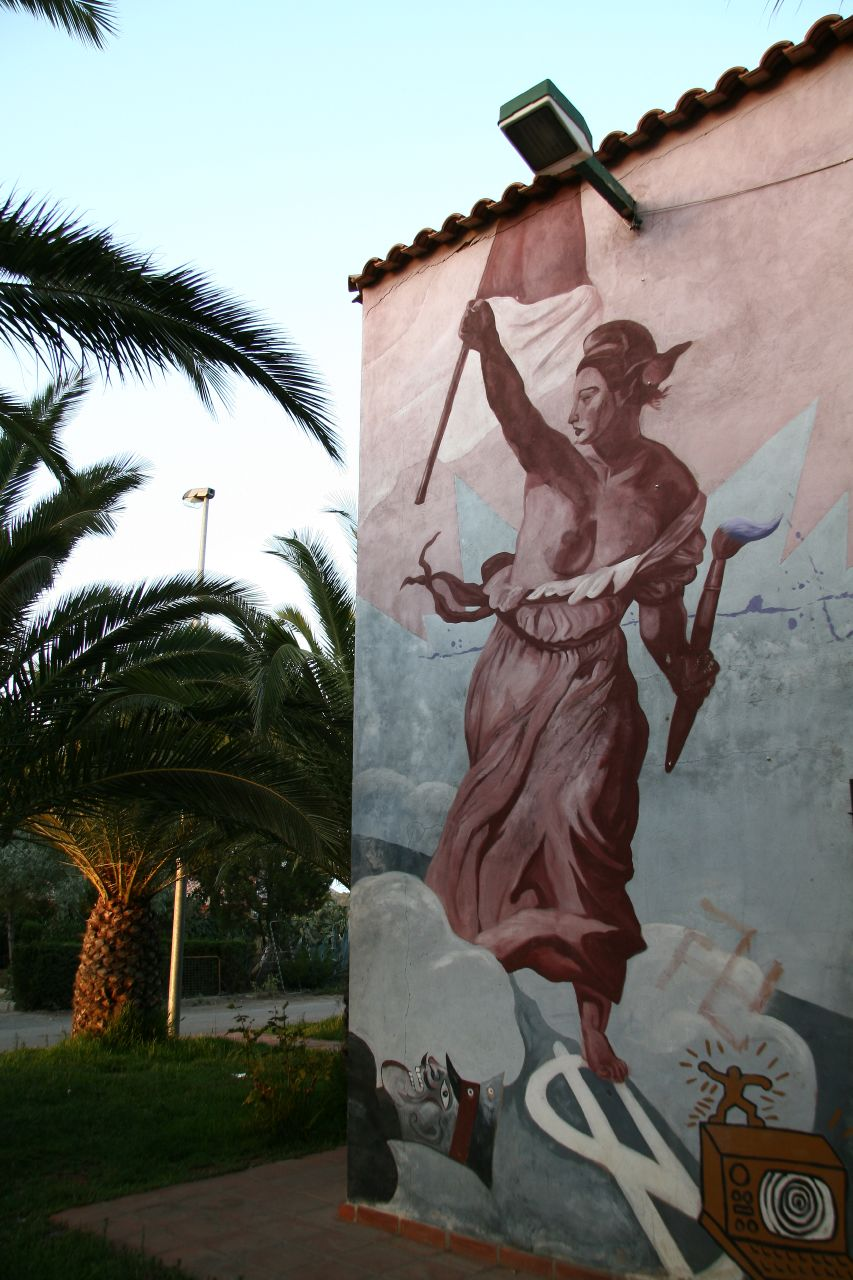
Pintura mural